# Rudolf Gschweidl
Rudolf Gschweidl (* 1. September 1905 in Grünbach am Schneeberg; † 3. August 1975 ebenda) war ein österreichischer Politiker (SPÖ) und Lagerhalter. Er war Abgeordneter zum Österreichischen Nationalrat und Bürgermeister von Puchberg am Schneeberg.

## Leben
Gschweidl besuchte die sechsklassige Volksschule und bildete sich an der Fortbildungsschule in Grünbach sowie an der Arbeiterhochschule in Wien weiter. Beruflich war er zunächst als Bergarbeiter der Grünbacher Steinkohlenwerke AG aktiv, in der Folge blieb er jedoch lange Zeit arbeitslos. Später war er als Verkäufer der Konsumgenossenschaft Schwarzatal in Grünbach tätig bzw. ab 1945 als deren Geschäftsführer.

## Politik
Gschweidl war zwischen 1930 und 1934 Mitglied des Gemeinderates von Grünbach, wobei er sein politisches Engagement auch während der Zeit des Austrofaschismus und nach dem Verbot der Sozialdemokratischen Partei fortsetzte. Deshalb wurde Gschweindl im Februar 1935 festgenommen und zu drei Jahren Kerker verurteilt.
1945 wurde er zum Bürgermeister der Marktgemeinde Puchberg am Schneeberg gewählt. Zudem wirkte er zwischen dem 19. Dezember 1945 und dem 18. März 1953 für die SPÖ als Abgeordneter zum Nationalrat.